# Aubin (Pirenei Atlantici)
Aubin è un comune francese di 260 abitanti situato nel dipartimento dei Pirenei Atlantici nella regione della Nuova Aquitania.

## Società

### Evoluzione demografica
Abitanti censiti